# OVNI de Calvine
O OVNI de Calvine  (ou avistamento de Calvine) é o relato de um  objeto voador não identificado  perto da aldeia de  Calvine em  Perthshire,  Escócia  , em 4 de Agosto de 1990.

## O avistamento
O avistamento foi originalmente relatado ao Scottish Daily Record, um jornal tabloide de Glasgow, por dois homens que afirmaram ter testemunhado uma grande nave desconhecida no cèu,  em forma de diamante,  enquanto caminhavam nas charnecas em Calvine na noite de 4 de agosto de 1990. Disseram ter procurado abrigo sob algumas árvores próximas, de onde observaram a nave, tirando algumas fotos enquanto ela pairava silenciosamente acima, durante cerca de dez minutos. Entretanto um jacto Harrier tinha-se aproximado e rondava o objeto, que depois   subiu verticalmente e desapareceu de vista. 
Mais tarde, as duas testemunhas contaram a sua história ao Scottish Daily Record e entregaram os negativos originais, que foram posteriormente enviados ao Ministério da Defesa britânico (MoD). Os negativos acabaram por desaparecer e a história nunca foi publicada pelo jornal. A identidade das testemunhas permanece desconhecida, apesar dos esforços para as localizar por parte de uma equipa de investigadores liderada pelo jornalista de investigação David William Clarke. 